# Barragem de Vascoveiro
A Barragem de Vascoveiro, construida sobre o leito da ribeira da Pega, encontra-se na freguesia de Vascoveiro, no Município de Pinhel.
É de se referir a beleza do local onde se localiza a barragem. É zona de várias competições desportivas relacionadas com o sector aquático e está classificada como albufeira de serviço público protegida, através do Decreto  3/2002, de 2 de fevereiro.

## Características

### Localização
A Barragem de Vascoveiro faz parte da Bacia Hidrográfica do Douro, tendo como linha de água a ribeira da Pega que é um afluente da margem esquerda da ribeira das Cabras sendo esta um afluente da margem esquerda rio Coa por sua vez afluente da margem esquerda do rio Douro.

### Barragem
A barragem, projectada em 1996 e concluída no ano 2000, tem como utilização o abastecimento de água (ver ciclo urbano da água) e a sua altura, acima da fundação, é de 23 metros.
O projecto é de 1996, a sua altura acima do terreno natural é de 19 metros, o volume do aterro é de 95 x 1000 m³, sendo a margem da esquerda utilizada para descarga de fundo e a margem direita para descarga de cheias (caudal de cheia - 306 m³/s).
A área da bacia hidrográfica é de 110 km² e a precipitação média anual nessa zona é de 779 mm.